# Смит, Кенни
Кеннет (Кенни) «Джет» Смит (англ. Kenneth (Kenny) «The Jet» Smith; родился 8 марта 1965, Куинс, Нью-Йорк) — американский баскетболист.

## Биография
Кенни Смит родился в Куинсе (одном из боро Нью-Йорка), там же начал играть в баскетбол, когда учился в средней школе Арчбишоп Моллой, команду которой на протяжении 55 лет, вплоть до своей смерти в 2013 году, тренировал неувядающий Джек Карран. После школы поступил в Университет Северной Каролины в Чапел-Хилл, где выступал за команду «Северная Каролина Тар Хилс», главным тренером которой в течение 36 лет (1961—1997) был член Зала славы баскетбола (с 1983 года) Дин Смит.
Играл на позиции атакующего защитника и разыгрывающего защитника. В 1987 году был выбран на драфте НБА под 6-м номером командой «Сакраменто Кингз». Позже выступал за команды «Атланта Хокс», «Хьюстон Рокетс», «Детройт Пистонс», «Орландо Мэджик», «Денвер Наггетс». Всего в НБА провёл 10 сезонов. В сезонах 1993/1994 и 1994/1995 годов Смит становился чемпионом НБА в составе «Рокетс». В первой игре финала НБА 1995 года против «Орландо Мэджик» он сделал семь точных трёхочковых бросков, включая бросок, отправивший встречу в овертайм, в котором «Хьюстон Рокетс» дожал соперника, выиграв матч со счётом 120—118. Включался в 1-ю сборную новичков НБА (1988). В 1987 года включался в 1-ю всеамериканскую сборную NCAA. Всего за карьеру в НБА сыграл 737 игр, в которых набрал 9397 очков (в среднем 12,8 за игру), сделал 1454 подбора, 4073 передачи, 759 перехватов и 65 блок-шотов.
В 1998 году Смит присоединился к «Turner Sports», подразделению «Turner Broadcasting System», дочерней организации компании «Time Warner», ответственному за спортивные трансляции на каналах TBS, TNT, TruTV и других. В настоящее время работает в команде спортивного комментатора Эрни Джонсона в программе «Inside the NBA», где вместе с Чарльзом Баркли и Шакилом О’Нилом выступает в роли баскетбольного аналитика НБА. В 2001 году Кенни стал обладателем премии «Sports Emmy Award» в Outstanding Studio Show. Изредка появляется в качестве аналитика на NBA TV. Он занимал должность аналитика на канале MSG Network, в 2005—2008 годах обслуживал матчи с участием команды «Нью-Йорк Никс», работал аналитиком на канале CBS Sports во время финала четырёх турнира NCAA.
2 сентября 2006 года, после двух лет знакомства, Смит женился на английской фотомодели Гвендолин Осборн, которая выступает в шоу «The Price Is Right». В этом браке Гвендолин родила двух детей — сына Маллоя Смита (родился 26 марта 2008 года) и дочь Оливию Смит (родилась 29 сентября 2012 года).

## Статистика

### Статистика в НБА
| Сезон                                                                                    | Команда    | Регулярный сезон | Регулярный сезон | Регулярный сезон | Регулярный сезон | Регулярный сезон | Регулярный сезон | Регулярный сезон | Регулярный сезон | Регулярный сезон | Регулярный сезон | Регулярный сезон | Серия плей-офф | Серия плей-офф | Серия плей-офф | Серия плей-офф | Серия плей-офф | Серия плей-офф | Серия плей-офф | Серия плей-офф | Серия плей-офф | Серия плей-офф | Серия плей-офф |
| Сезон                                                                                    | Команда    | GP               | GS               | MPG              | FG%              | 3P%              | FT%              | RPG              | APG              | SPG              | BPG              | PPG              | GP             | GS             | MPG            | FG%            | 3P%            | FT%            | RPG            | APG            | SPG            | BPG            | PPG            |
| ---------------------------------------------------------------------------------------- | ---------- | ---------------- | ---------------- | ---------------- | ---------------- | ---------------- | ---------------- | ---------------- | ---------------- | ---------------- | ---------------- | ---------------- | -------------- | -------------- | -------------- | -------------- | -------------- | -------------- | -------------- | -------------- | -------------- | -------------- | -------------- |
| 1987/88                                                                                  | Сакраменто | 61               | 60               | 35,6             | 47,7             | 30,8             | 81,9             | 2,3              | 7,1              | 1,5              | 0,1              | 13,8             | Не участвовал  | Не участвовал  | Не участвовал  | Не участвовал  | Не участвовал  | Не участвовал  | Не участвовал  | Не участвовал  | Не участвовал  | Не участвовал  | Не участвовал  |
| 1988/89                                                                                  | Сакраменто | 81               | 81               | 38,8             | 46,2             | 35,9             | 73,7             | 2,8              | 7,7              | 1,3              | 0,1              | 17,3             | Не участвовал  | Не участвовал  | Не участвовал  | Не участвовал  | Не участвовал  | Не участвовал  | Не участвовал  | Не участвовал  | Не участвовал  | Не участвовал  | Не участвовал  |
| 1989/90                                                                                  | Сакраменто | 46               | 46               | 38,0             | 46,1             | 37,3             | 80,9             | 2,6              | 6,6              | 1,2              | 0,2              | 15,0             | Не участвовал  | Не участвовал  | Не участвовал  | Не участвовал  | Не участвовал  | Не участвовал  | Не участвовал  | Не участвовал  | Не участвовал  | Не участвовал  | Не участвовал  |
| 1989/90                                                                                  | Атланта    | 33               | 6                | 20,4             | 48,0             | 16,7             | 84,6             | 1,1              | 4,3              | 0,7              | 0,0              | 7,7              | Не участвовал  | Не участвовал  | Не участвовал  | Не участвовал  | Не участвовал  | Не участвовал  | Не участвовал  | Не участвовал  | Не участвовал  | Не участвовал  | Не участвовал  |
| 1990/91                                                                                  | Хьюстон    | 78               | 78               | 34,6             | 52,0             | 36,3             | 84,4             | 2,1              | 7,1              | 1,4              | 0,1              | 17,7             | 3              | 3              | 37,7           | 47,4           | 50,0           | 88,9           | 2,7            | 8,0            | 1,3            | 0,3            | 15,3           |
| 1991/92                                                                                  | Хьюстон    | 81               | 79               | 33,8             | 47,5             | 39,4             | 86,6             | 2,2              | 6,9              | 1,3              | 0,1              | 14,0             | Не участвовал  | Не участвовал  | Не участвовал  | Не участвовал  | Не участвовал  | Не участвовал  | Не участвовал  | Не участвовал  | Не участвовал  | Не участвовал  | Не участвовал  |
| 1992/93                                                                                  | Хьюстон    | 82               | 82               | 29,5             | 52,0             | 43,8             | 87,8             | 2,0              | 5,4              | 1,0              | 0,1              | 13,0             | 12             | 12             | 32,6           | 49,2           | 50,0           | 77,8           | 2,0            | 4,2            | 0,8            | 0,1            | 14,8           |
| 1993/94                                                                                  | Хьюстон    | 78               | 78               | 28,3             | 48,0             | 40,5             | 87,1             | 1,8              | 4,2              | 0,8              | 0,1              | 11,6             | 23             | 23             | 30,3           | 45,5           | 44,7           | 80,8           | 2,3            | 4,1            | 1,0            | 0,2            | 10,8           |
| 1994/95                                                                                  | Хьюстон    | 81               | 81               | 25,1             | 48,4             | 42,9             | 85,1             | 1,9              | 4,0              | 0,9              | 0,1              | 10,4             | 22             | 22             | 29,6           | 43,8           | 44,2           | 90,0           | 2,2            | 4,5            | 0,6            | 0,1            | 10,8           |
| 1995/96                                                                                  | Хьюстон    | 68               | 56               | 23,8             | 43,3             | 38,2             | 82,1             | 1,4              | 3,6              | 0,7              | 0,0              | 8,5              | 8              | 8              | 23,9           | 43,4           | 38,7           | 100,0          | 1,5            | 4,8            | 0,6            | 0,0            | 8,9            |
| 1996/97                                                                                  | Детройт    | 9                | 0                | 7,1              | 40,0             | 50,0             | 100,0            | 0,6              | 1,1              | 0,1              | 0,0              | 2,6              | Не участвовал  | Не участвовал  | Не участвовал  | Не участвовал  | Не участвовал  | Не участвовал  | Не участвовал  | Не участвовал  | Не участвовал  | Не участвовал  | Не участвовал  |
| 1996/97                                                                                  | Орландо    | 6                | 0                | 7,8              | 46,2             | 60,0             | 100,0            | 0,3              | 0,7              | 0,0              | 0,0              | 2,8              | Не участвовал  | Не участвовал  | Не участвовал  | Не участвовал  | Не участвовал  | Не участвовал  | Не участвовал  | Не участвовал  | Не участвовал  | Не участвовал  | Не участвовал  |
| 1996/97                                                                                  | Денвер     | 33               | 3                | 19,8             | 42,2             | 42,5             | 85,4             | 1,1              | 3,1              | 0,5              | 0,0              | 7,9              | Не участвовал  | Не участвовал  | Не участвовал  | Не участвовал  | Не участвовал  | Не участвовал  | Не участвовал  | Не участвовал  | Не участвовал  | Не участвовал  | Не участвовал  |
|                                                                                          | Всего      | 737              | 650              | 30,1             | 48,0             | 39,9             | 82,9             | 2,0              | 5,5              | 1,0              | 0,1              | 12,8             | 68             | 68             | 30,0           | 45,7           | 44,8           | 84,7           | 2,2            | 4,5            | 0,8            | 0,1            | 11,5           |
| Наведите курсор мыши на аббревиатуры в заголовке таблицы, чтобы прочесть их расшифровку. |            |                  |                  |                  |                  |                  |                  |                  |                  |                  |                  |                  |                |                |                |                |                |                |                |                |                |                |                |